# An Post Rás
La An Post Rás è una corsa a tappe maschile di ciclismo su strada che si svolge in Irlanda ogni anno nel mese di maggio.
Creata nel 1953 come Rás Tailteann, nel 1984 divenne FBD Milk Rás restando sempre riservata ai dilettanti. Nel 2001 fu classificata nella classe 2.5 dalla UCI aprendo le porte ai professionisti e cambiando nome in FBD Insurance Rás. Dal 2005 fa parte del circuito UCI Europe Tour classe 2.2.
Nel 2011 assunse il nome attuale.

## Albo d'oro recente
Aggiornato all'edizione 2017.
| Anno              | Vincitore            | Secondo            | Terzo               |
| ----------------- | -------------------- | ------------------ | ------------------- |
| 1998              | Ciarán Power         | Tomy Evans         | Stéphane Rifflet    |
| 1999              | Philip Cassidy       | Dermot Finnegan    | Colby Pearce        |
| 2000              | Julian Winn          | Wayne Randle       | Mark Lovatt         |
| FBD Insurance Rás |                      |                    |                     |
| 2001              | Paul Manning         | Nicolas White      | Christian Knees     |
| 2002              | Ciarán Power         | Chris Newton       | Hubert Nowak        |
| 2003              | Chris Newton         | Tobias Lergard     | Ari Hojgaard Jensen |
| 2004              | David McCann         | Valter Bonca       | David O'Loughlin    |
| 2005              | Chris Newton         | Malcolm Elliott    | Morten Hegreberg    |
| 2006              | Kristian House       | Danny Pate         | Morten Hegreberg    |
| 2007              | Tony Martin          | Paidi O'Brien      | Peter McDonald      |
| 2008              | Stephen Gallagher    | Roger Aiken        | Robert Partridge    |
| 2009              | Simon Richardson     | Mads Christensen   | Jan Bárta           |
| 2010              | Alexander Wetterhall | Peter Williams     | Dan Craven          |
| An Post Rás       |                      |                    |                     |
| 2011              | Gediminas Bagdonas   | Anatolij Pachtusov | Oleksandr Šeydyk    |
| 2012              | Nicolas Baldo        | Thomas Rostollan   | Martin Hunal        |
| 2013              | Marcin Białobłocki   | Connor McConvey    | Rasmus Guldhammer   |
| 2014              | Clemens Fankhauser   | Alex Peters        | Nic Hamilton        |
| 2015              | Lukas Pöstlberger    | Joshua Edmondson   | Ryan Mullen         |
| 2016              | Clemens Fankhauser   | Jai Hindley        | Lucas Hamilton      |
| 2017              | James Gullen         | Ike Groen          | Cameron Meyer       |
| 2018              | Luuc Bugter          | Cyrille Thièry     | Robbe Ghys          |
| 2019-2020         | non disputata        | non disputata      | non disputata       |